# امیلی بت ریکاردز
امیلی بت ریکاردز (به انگلیسی: Emily Bett Rickards) (زاده ۲۴ ژوئیه ۱۹۹۱) بازیگر کانادایی است. عمده شهرتش برای بازی در نقش فلیسیتی اسموک در سریال پیکان و سایر سریال‌های ارو ورس است.

## زندگی‌نامه
امیلی بت ریکاردز در سواحل غرب کانادا زاده شد. در دوران نوجوانی زندگی حرفه‌ای خود را با تئاتر موزیکال و رقص و به امید بازیگری در کارهای جدی‌تر شروع کرد. او به سرعت دبیرستان را پشت سر گذاشته و با حضور در مدرسه فیلم ونکوور، سعی در تکمیل هنر خود کرد. پس از پایان این دوره او در یک فراخوان صدا شرکت کرد و مطالعات خود را در استودیو آواز آلیدا در ونکوور ادامه داد.

## بخشی از فیلم‌شناسی
- تابستان داکوتا (۲۰۱۴)
- بروکلین (۲۰۱۵)
- پیکان در نقش فلیسیتی اسموک (۲۰۱۲–۲۰۲۰)
- فلش در نقش فلیسیتی اسموک (۲۰۱۴–اکنون)
- افسانه‌های فردا (۲۰۱۶)
- سوپرگرل در نقش فلیسیتی اسموک (۲۰۱۵)
- ویکسن در نقش فلیسیتی اسموک (۲۰۱۵)
- ملکه حلقه در نقش میلدرد برک (۲۰۲۵)